# North Central Airlines

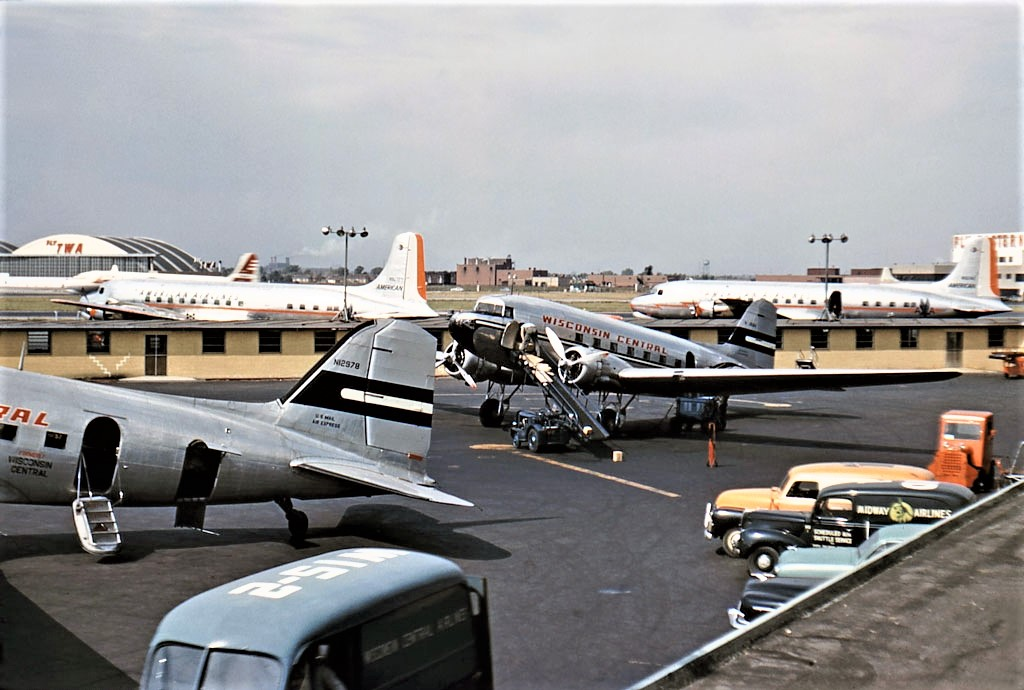
Douglas DC-3 de Wisconsin Central Airlines

North Central Airlines era una aerolínea de servicio local, una aerolínea regular en el Medio Oeste de los Estados Unidos. Fundada como Wisconsin Central Airlines en 1944 en Clintonville, Wisconsin, la compañía se trasladó a Madison en 1947. Fue también en este momento cuando nació el logotipo de "Herman el pato" en el primer Lockheed Electra 10A de Wisconsin Central, el NC14262, en 1948.La sede de North Central se trasladó a Minneapolis-St.Paul en 1952.
Tras una fusión con Southern Airways en 1979, North Central se convirtió en Republic Airlines, que a su vez se fusionó con Northwest Airlines en 1986. Northwest Airlines se fusionó con Delta Air Lines en 2010.

## Historia
En 1939, Four Wheel Drive (FWD), un importante fabricante de transmisiones de cuatro ruedas y camiones pesados abrió un departamento de vuelo y cambió un camión de la empresa por un biplano Waco para uso de su empresa. En 1944, los ejecutivos de esa compañía decidieron fundar una aerolínea llamada Wisconsin Central Airlines, con un servicio entre seis ciudades de Wisconsin en 1946. Esto llevó a la empresa a comprar dos aviones Cessna UC-78 Bobcats y, poco después, tres aviones Lockheed Electra 10A. Los vuelos certificados comenzaron con Electras a 19 aeropuertos el 25 de febrero de 1948; mayores ingresos permitieron adquirir tres Electra 10A más y luego seis Douglas DC-3 .

### Historia posterior a Wisconsin Central
En 1952, la aerolínea trasladó su sede de Wisconsin, a Minneapolis, Minnesota; ese diciembre su nombre pasó a ser North Central Airlines.  Pronto la aerolínea tuvo problemas financieros cuando el presidente Francis Higgins renunció y convirtió a Hal Carr en presidente. Carr rápidamente sacó a la empresa de deudas y la hizo más confiable. Con el tiempo, la empresa amplió su flota a 32 aviones Douglas DC-3.

### Una aerolínea en crecimiento
En octubre de 1952, Wisconsin Central programó vuelos a 28 aeropuertos, todos al oeste del lago Michigan, desde Chicago, a Fargo y Grand Forks. Se añadió la ruta hacia Detroit en 1953, Omaha y las Dakotas en 1959, Denver en 1969, y vuelos sin escalas desde Milwaukee a Nueva York en 1970. Se implementó cinco Convair 340 de Continental Airlines a su flota de DC-3, los primeros entrando en servicio en 1959. En 1960, North Central alcanzó el millón de pasajeros; en mayo de 1968, voló a 64 aeropuertos, incluidos dos en Canadá. Los vuelos con aviones turbohélices Convair 580 comenzaron en abril de 1967. La aerolínea inició el servicio de aviones a reacción 160 días después con un nuevo avión McDonnell Douglas DC-9, con número de serie 30, en septiembre de 1967. 

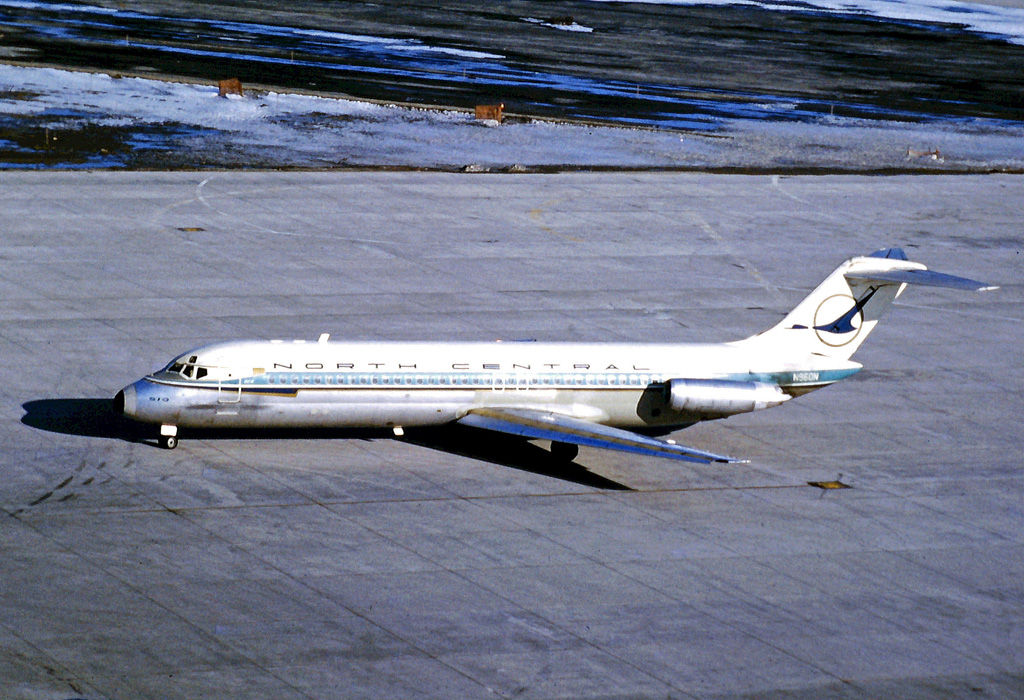
Douglas DC-9-31 de North Central en el aeropuerto Malton de Toronto en 1971

Al igual que otras aerolíneas de servicio local, North Central estaba subvencionada; en 1962, sus "ingresos" de 27,2 millones de dólares incluían 8,5 millones de dólares en "ingresos por servicios públicos". 
La aerolínea trabajó con el gobierno de los Estados Unidos para ayudar a las aerolíneas con problemas en América del Sur. El primero de los cinco Douglas DC-9-31 entró en servicio en septiembre de 1967 y los Convair 340 y Convair 440 fueron convertidos en Convair 580; la aerolínea también adquirió más DC-9 y operaba 29 Convair 580. 

La Junta de Aeronáutica Civil (CAB) clasificó a North Central como una "transportista de servicio local", que volaba a ciudades de una región y transportaba pasajeros a "aerolíneas troncales" más grandes que volaban a nivel nacional. Finalmente, a North Central se le permitieron algunas rutas fuera del Medio Oeste: a Washington D. C.- Aeropuerto Nacional Ronald Reagan de Washington, Nueva York- LaGuardia, Boston, Denver y Tucson . Después de la desregulación de la industria aérea, North Central se expandió y comenzó a operar aviones McDonnell Douglas DC-9-50, su tipo de avión a reacción más grande.

### Fusiones
North Central compró Southern Airways, con sede en Atlanta, y las dos aerolíneas formaron Republic Airlines en julio de 1979, la primera fusión después de la desregulación de las aerolíneas. Republic pronto se centró en Hughes Airwest, con sede en San Francisco, para su adquisición, y el acuerdo se finalizó en octubre de 1980 por 38,5 millones de dólares.  Agobiada por las deudas derivadas de dos adquisiciones y nuevos aviones, la aerolínea tuvo dificultades a principios de los años 1980, e incluso introdujo una versión humana de Herman el Pato.  
Republic mantuvo los centros de North Central en Detroit y Minneapolis, y el centro de Southern en Memphis. En pocos años, cerraron el antiguo centro de Hughes Airwest en Phoenix y también desmantelaron en gran medida la red de rutas de Hughes Airwest en el oeste de EE. UU.; también redujeron la considerable estación de North Central en Chicago-O'Hare. La considerable estación de Southern también se redujo en Hartsfield en Atlanta. Republic también redujo rápidamente las operaciones de North Central hacia y entre aeropuertos más pequeños en el Alto Medio Oeste, concentrando su flota en los centros de Detroit y Minneapolis.
En 1986, Republic se fusionó con Northwest Orient Airlines,  que también tenía su sede en Minneapolis y una gran operación en Detroit, lo que puso fin al legado de Wisconsin Central y North Central. Tras la fusión, la nueva aerolínea pasó a ser Northwest Airlines (eliminando el "Orient"), que se fusionó con Delta Air Lines en 2008. Una vez finalizada la fusión a principios de 2010, la marca Northwest Airlines se retiró por completo y el nombre Delta Air Lines sobrevivió como sucesor de North Central Airlines.

## Destinos

### Destinos en junio de 1979
Según su horario del sistema del 8 de junio de 1979, North Central operaba aviones McDonnell Douglas DC-9-50 con capacidad para 130 pasajeros y aviones McDonnell Douglas DC-9-30 con capacidad para 100 pasajeros, así como turbohélices Convair 580 con capacidad para 48 pasajeros, con servicio a los siguientes destinos en los Estados Unidos y Canadá: 
Destinos nacionales en Estados Unidos
- Aberdeen, Dakota del Sur (ABR)
- Alpena, Míchigan (APN)
- Atlanta, Georgia (ATL)
- Baltimore, Maryland (BWI)
- Beloit / Janesville, Wisconsin (JVL)
- Bemidji, Minnesota (BJI)
- Puerto Benton / San José, Míchigan (BEH)
- Bismarck / Mandan, Dakota del Norte (BIS)
- Boston, Massachusetts (BOS)
- Brainerd, Minnesota (BRD)
- Brookings, Dakota del Sur (BKX)
- Chicago, Illinois - Aeropuerto O'Hare (ORD) - centro de conexiones
- Cincinnati, Ohio (CVG)
- Cleveland, Ohio (CLE)
- Columbus, Ohio (CMH)
- Dayton, Ohio (DAY)
- Denver, Colorado (DEN)
- Detroit, Michigan (DTW) - centro
- Devils Lake, Dakota del Norte (DVL)
- Duluth, Minnesota / Superior, Wisconsin (DLH)
- Eau Claire, Wisconsin (EAU)
- Escanaba, Michigan (ESC)
- Fairmont, Minnesota (FRM)
- Fargo, Dakota del Norte / Moorhead, Minnesota (FAR)
- Flint, Michigan (FNT)
- Fort Lauderdale, Florida (FLL)
- Grand Forks, Dakota del Norte (GFK)
- Grand Rapids, Michigan (GRR)
- Green Bay, Wisconsin / Clintonville, Wisconsin (GRB)
- Hancock / Houghton, Míchigan (CMX)
- Hibbing / Chisholm, Minnesota (HIB)
- Houston, Texas - Aeropuerto Intercontinental (IAH)
- Huron, Dakota del Sur (HON)
- Cataratas Internacionales, Minnesota (INL)
- Iron Mountain, Míchigan / Kingsford, Míchigan (IMT)
- Ironwood, Michigan / Ashland, Wisconsin (IWD)
- Jackson, Michigan (JXN)
- Kalamazoo, Míchigan / Battle Creek, Míchigan (AZO)
- Kansas City, Misuri (MCI)
- La Crosse, Wisconsin (LSE)
- Lansing, Michigan (LAN)
- Madison, Wisconsin (MSN)
- Manistee, Míchigan / Ludington, Míchigan (MBL)
- Manitowoc, Wisconsin (MTW)
- Mankato, Minnesota (MKT)
- Marquette, Michigan (MQT)
- Menominee, Michigan / Marinette, Wisconsin (MNM)
- Miami, Florida (MIA)
- Milwaukee, Wisconsin (MKE) - centro
- Minneapolis / St. Paul, Minnesota (MSP): centro y sede
- Minot, Dakota del Norte (MOT)
- Mitchell, Dakota del Sur (MHE)
- Muskegon, Michigan (MKG)
- Ciudad de Nueva York, Nueva York - Aeropuerto LaGuardia (LGA)
- Norfolk, Nebraska (OFK)
- Omaha, Nebraska (OMA)
- Oshkosh, Wisconsin (OSH)
- Pellston, Míchigan (PLN)
- Filadelfia, Pensilvania (PHL)
- Pierre, Dakota del Sur (PIR)
- Rapid City, Dakota del Sur (RAP)
- Rhinelander / Land O'Lakes, Wisconsin (RHI)
- Rochester, Minnesota (RST)
- Saginaw / Bay City / Midland, Michigan (MBS)
- Sarasota / Bradenton, Florida (SRQ)
- Sault Ste. Marie, Michigan Marie, Michigan
- Sioux City, Iowa (SUX)
- Sioux Falls, Dakota del Sur (FSD)
- South Bend, Indiana (SBN)
- Syracuse, Nueva York (SYR)
- Tampa / San Petersburgo, Florida (TPA)
- Cataratas del río Thief, Minnesota (TVF)
- Traverse City, Michigan (TVC)
- Tucson, Arizona (TUS)
- Aeropuerto Nacional de Washington D. C. (DCA)
- Watertown, Dakota del Sur (ATY)
- Wausau / Stevens Point, Wisconsin (CWA)
- West Palm Beach, Florida (PBI)
- Worthington, Minnesota (OTG)
- Yankton, Dakota del Sur (YKN)

Destinos canadienses
- Bahía Thunder, Ontario (YQT)
- Toronto, Ontario (YYZ)
- Winnipeg, Manitoba (YWG)

Según el mapa de rutas del horario del sistema del 8 de junio de 1979 antes mencionado, la red de North Central se extendía desde Tucson al oeste hasta Boston al este y desde Winnipeg al norte hasta Miami al sur con ciudades como Atlanta, Baltimore, Chicago, Cincinnati, Cleveland, Denver, Detroit, Fort Lauderdale, Houston, Kansas City, Milwaukee, Minneapolis / St.Paul, Nueva York, Omaha, Filadelfia, Syracuse, Tampa, Toronto y Washington D. C. también reciben servicio en este momento.

## Flota

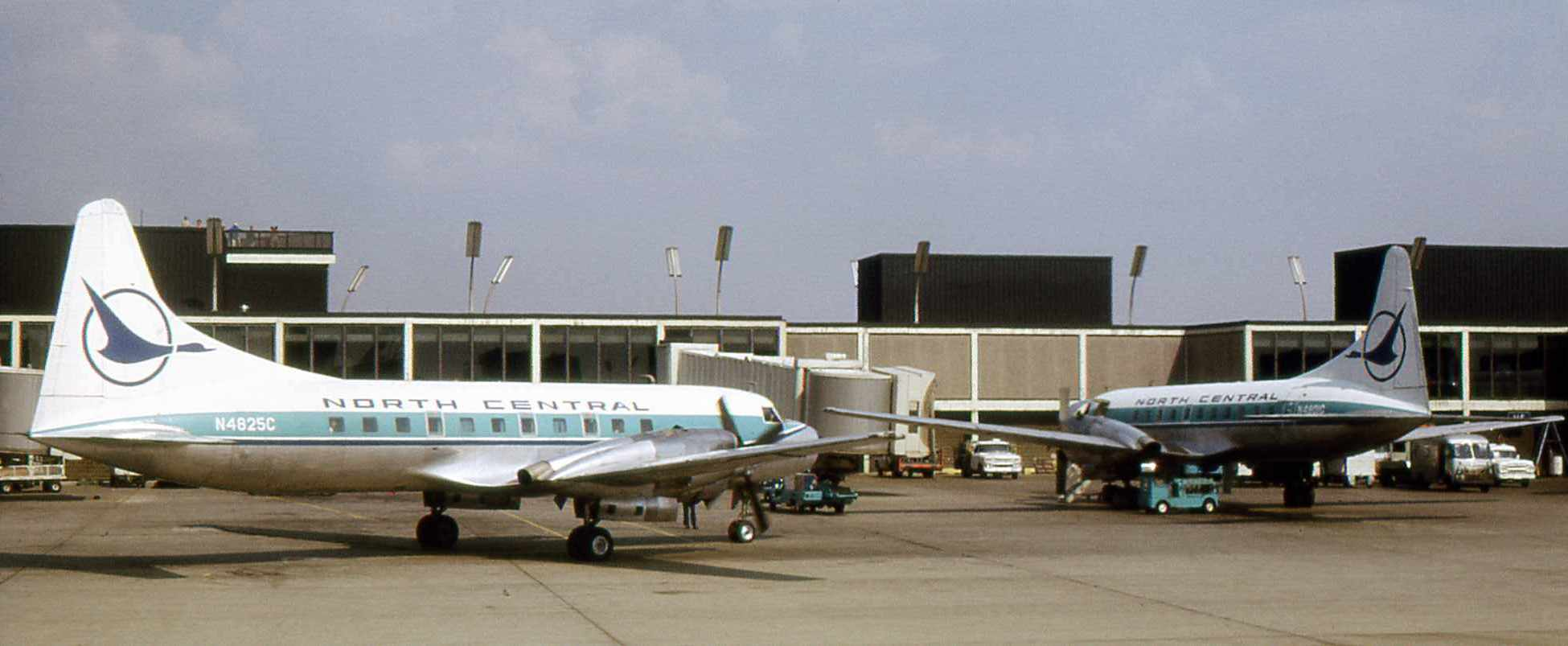
Dos aviones CV-580 de North Central en el Aeropuerto O'Hare de Chicago en 1973.

## Accidentes e incidentes
- 24 de junio de 1968: Un avión de North Central Airlines cortó un cable tensor de una torre a 2032 pies (619,4 m) en Sioux Falls, Dakota del Sur. La torre de Rowena estuvo en servicio menos de un año y quedó completamente destruida. Afortunadamente, el avión aterrizó sano y salvo, sin heridos. [20]
- 4 de agosto de 1968: El vuelo 261, un Convair CV-580, chocó con un Cessna 150F a 11,5 millas (19 km) al suroeste del Aeropuerto General Mitchell en Milwaukee [21] [22]a 2700 pies (823 m), mientras que el Convair que se dirigía al norte desde Chicago descendía para aproximarse a la pista 7R del aeropuerto. La sección de la cabina del Cessna que se dirigía al noroeste se incrustó en el compartimiento de equipaje delantero del Convair. El Convair se quedó sin energía eléctrica y el motor derecho se apagó debido a una hélice dañada; el capitán completó un aterrizaje de emergencia exitoso seis minutos después. Los tres adolescentes a bordo del Cessna murieron y el primer oficial del Convair resultó herido, pero los otros tres tripulantes y ocho pasajeros resultaron ilesos. Se mencionó como factor contribuyente los pesados restos de insectos que se habían acumulado en el parabrisas de la cabina del Convair durante el vuelo. [23] [24] [25] [26]
- 27 de diciembre de 1968: el vuelo 458, un Convair CV-580, se estrelló contra un hangar mientras intentaba aterrizar en el Aeropuerto Internacional O'Hare de Chicago, Illinois, matando a 27 de las 45 personas a bordo, e hiriendo a seis personas en tierra. [27] [28]
- 23 de abril de 1970: El vuelo 945, un DC-9 con destino a Sault Ste., en elaeropuerto de Marie, fue secuestrado poco después de despegar del aeropuerto regional de Pellston. El secuestrador exigió que lo llevaran a Detroit. El secuestrador fue rápidamente derribado y no hubo víctimas mortales. [29]
- 29 de junio de 1972: Los cinco pasajeros a bordo (tres tripulantes y dos pasajeros) del vuelo 290, un Convair CV-580, murieron cuando colisionó con el vuelo 671 de Air Wisconsin, un de Havilland Canada DHC-6 Twin Otter, con ocho pasajeros a bordo (dos tripulantes y seis pasajeros). Ambos se estrellaron en el extremo norte del lago Winnebago, 3 millas (5 km) al este de Neenah, Wisconsin, sin sobrevivientes de ninguno de los aviones. [30] La colisión ocurrió a 2500 pies (760 m) en una mañana mayormente despejada pero brumosa, mientras la 290, con dos horas de retraso, se aproximaba a Oshkosh desde Green Bay. El vuelo Air Wisconsin se originó en Chicago y tenía previsto llegar a Appleton desde Sheboygan; ambos operaban bajo reglas de vuelo visual. [31] [32] [33]
- 20 de diciembre de 1972: el vuelo 575, un DC-9-31, recibió autorización del controlador de tráfico aéreo para despegar en O'Hare en Chicago, mientras que el recién llegado vuelo 954 de Delta Air Lines, un Convair CV-880, recibió instrucciones de rodar por la pista hasta un área de espera. El DC-9 apenas había comenzado a ascender en la densa niebla cuando rozó la cola del CV-880. [34]Diez de las 45 personas a bordo del DC-9 murieron en la colisión, y 15 resultaron heridas; hubo dos heridos leves en el CV-880. [35]
- 25 de julio de 1978: El vuelo 801 partió del Aeropuerto de Kalamazoo en Michigan a las 7:00 am EDT en medio de una densa niebla. El Convair 580 chocó contra un pájaro inmediatamente después de despegar de la pista 17 y perdió potencia en su motor izquierdo. El avión voló 79 segundos más, inclinándose hacia la izquierda, y luego se estrelló en un campo de maíz al este del aeropuerto. De los 40 pasajeros y tres tripulantes a bordo, dos pasajeros y un tripulante sufrieron heridas graves, pero no hubo víctimas mortales. [36] [37] [38] [39]El informe de la NTSB atribuyó la causa del accidente a que el capitán no siguió los procedimientos de emergencia adecuados. [40] [41]